# Beatriz Haddad Maia
Beatriz Haddad Maia (São Paulo, Brazília, 1996. május 30. –) brazil hivatásos teniszezőnő.
2010-ben szerepelt először profi tornán. Eddigi pályafutása során egyéniben négy WTA-, egy WTA125- és 17 ITF-tornagyőzelmet aratott. Párosban 8 WTA-, 1 WTA125 és 9 ITF-tornán győzött.
A Grand Slam-tornákon párosban volt sikeresebb, mivel a 2022-es Australian Openen a döntőig jutott. Egyéniben a legjobb eredménye a 2023-as Roland Garroson elért elődöntő. Egyéniben és párosban is győzni tudott a 2023-as WTA Elite Trophy tornán. Legjobb világranglista helyezése egyéniben a 10. hely, amelyre 2023. június 12-én került, párosban a legjobbjaként 2023. május 8-án ugyancsak a 10. helyen állt.
2012-ben játszott először Brazília Fed-kupa-válogatottjában, amelyben 2022-ig 23–10 eredményt ért el.

## Élete és pályafutása
Libanoni származású szülők gyermeke. Ötéves korában kezdett el teniszezni. Édesanyja, Lais Scaff Haddad, és nagyanyja, Arlette Scaff Haddad, ismert teniszezők voltak Brazíliában.
A junior mezőnyben a legelőkelőbb helyezése a világranglistán a 15. hely volt 2012-ben. Kétszer játszott döntőt a Roland Garroson a junior lányok versenyén. 2012-ben az orosz Daria Gavrilova– Irina Hromacsova párostól, 2013-ban a cseh Barbora Krejčíková– Kateřina Siniaková párostól szenvedtek vereséget.

### Profi karrierje
Első ITF-tornagyőzelmét 14 éves korában, 2010-ben párosban aratta, amikor egy 10 000 dolláros versenyen az első helyen végzett. Egyéniben 2011-benaz első, a harmadik és a negyedik kiemeltet verve nyert először tornát a Goiâniában rendezett 10 000 dolláros versenyen.
WTA-torna főtábláján egyéniben és párosban is 2013-ban mutatkozott be a Florianópolisban rendezett versenyen, ahol szabadkártyával indulhatott. Egyéniben a második körig jutott, ahol a magyar Czink Melinda ütötte el a továbbjutástól, míg a párosban a negyeddöntőben szenvedett vereséget.
2014 óta profi játékos, ekkor Brazília második legerősebb teniszezőnőjének számított. 2015-ben szabadkártyával indulhatott a Rio Openen, amelyen a negyeddöntőig jutott, ahol három mérkőzéslabdája is volt, végül a harmadik szettben sérülés miatt feladni kényszerült a mérkőzést Sara Errani ellen. Ugyanezen a tornán párosban az elődöntőig jutottak, ahol az egyéniben szerzett sérülése miatt nem tudott pályára lépni. Első WTA páros tornagyőzelmét a Copa Colsanitason Bogotában érte el 2015-ben, ahol a döntőben az amerikai Irina Falconi–Shelby Rogers párost győzték le.
Grand Slam-tornán először a 2015-ös Roland Garroson indult a selejtezőben, és a főtáblára jutástól a harmadik fordulóban elszenvedett veresége ütötte el. 2017-ben jutott a világranglistán a Top100-ba, miután a Cagnes-sur-Merben rendezett 100 000 dolláros tornát szettveszteség nélkül nyerte, a döntőben Jil Teichmannt is legyőzve. Ebben az évben jutott fel először Grand Slam-torna főtáblájára a Roland Garros selejtezőjéből továbbjutva. A főtáblán a 14. kiemelt Jelena Vesznyina ellen szenvedett vereséget az 1. körben. Ugyancsak 2017-ben játszotta első WTA-döntőjét a Korea Openen, ahol a döntőben Jeļena Ostapenko győzte le három szettben.

### 2018–2020: sérülés és eltiltás
2018-ban sérülés majd egy műtét miatt a füves és a keménypályás szezon kihagyására kényszerült. 2019 júliusában egy teszt során kétféle metabolikus szer jelenlétét mutatták ki nála, ezért versenyjogát azonnali hatállyal felfüggesztették.
Az ügy elbírálására 2020. februárban került sor, ahol megállapítást nyert, hogy az általa fogyasztott ételkiegészítő szennyezett volt, ez azonban nem jelentett mentesítést a számára, és 10 hónapra tiltották el a versenyzéstől, beszámítva a már eltelt időt is. Májusban már indulhatott versenyen, azonban az eltelt idő alatt az 1342. helyre esett vissza a világranglistán, így az alacsonyabb szintű versenyeken indulhatott csak. A Covid19-világjárvány miatt csak szeptemberben tudott újra versenyezni, és rögtön meg is nyerte az ITF Montemor-O-Novoban rendezett 25 000 dolláros tornáját, majd az ezt követő hetekben soron következő öt tornából még hármat, ezt követően azonban kézsérülése miatt egy műtéten kellett átesnie, emiatt újabb hathetes szünetre kényszerült.
2021 októberében az Indian Wellsben rendezett tornán alulmaradt a selejtező utolsó körében, de szerencsés vesztesként feljutott a főtáblára, ahol többek között Karolína Plíšková legyőzése után a negyedik körig jutott, ahol Anett Kontaveit állította meg. Ezzel az eredményével azonban ismét a Top100-ba került.

### 2022: Egyéniben a Top20-ban, párosban a Top25-ben
Januárban a kazah Anna Danilina párjaként megnyerte az Sydney International WTA500 kategóriájú tornát, és döntőt játszottak az Australian Openen, februárban egyéniben az elődöntőig jutott a Monterrey Openen. Júniusban egyéniben és párosban is győzött a Nottingham Openen, ezzel első WTA-tornagyőzelmét szerezte, majd egy héttel később megnyerte a Birmingham Classic egyéni versenyét. A következő héten elődöntőt játszott az Eastbourne International tornán. Augusztusban a döntőben maradt alul Simona Haleppel szemben a WTA1000-es Canadien Openen. Ezekkel az eredményeivel a 16. helyre került a világranglistán.

## Junior Grand Slam döntői

### Lány páros
| Eredmény | Év   | Verseny       | Borítás | Partner             | Ellenfél                              | Eredmény         |
| -------- | ---- | ------------- | ------- | ------------------- | ------------------------------------- | ---------------- |
| Döntő    | 2012 | Roland Garros | Salak   | Montserrat González | Daria Gavrilova Irina Hromacsova      | 6–4, 4–6, [8–10] |
| Döntő    | 2013 | Roland Garros | Salak   | Doménica González   | Barbora Krejčíková Kateřina Siniaková | 5–7, 2–6         |

## Grand Slam döntői

### Páros
| Eredmény | Év   | Verseny         | Borítás | Partner       | Ellenfél                              | Eredmény         |
| -------- | ---- | --------------- | ------- | ------------- | ------------------------------------- | ---------------- |
| Döntő    | 2022 | Australian Open | Kemény  | Anna Danilina | Barbora Krejčíková Kateřina Siniaková | 7–6(3), 4–6, 4–6 |

## WTA-döntői

### Egyéni
| Összesítés            |                              |
| Grand Slam-torna (0)  |                              |
| Premier Mandatory (0) | WTA 1000 (kötelező)* (0)     |
| Premier Five (0)      | WTA 1000 (nem kötelező)* (0) |
| Premier (0)           | WTA 500* (1)                 |
| International (0)     | WTA 250* (2)                 |
| WTA Finals (0)        |                              |
| WTA Elite Trophy (1)  |                              |

*2021-től megváltozott a tornák kategóriáinak elnevezése.

#### Győzelmei (4)
| No. | Dátum               | Torna                          | Borítás | Ellenfél a döntőben | Eredmény a döntőben | Eredmény a döntőben |
| 1.  | 2022. június 12.    | Nottingham Open, Nottingham    | Fű      | Alison Riske        | 6–4, 1–6, 6–3       |                     |
| 2.  | 2022. június 19.    | Birmingham Classic, Birmingham | Fű      | Csang Suaj          | 5–4, feladta        |                     |
| 3.  | 2023. október 29.   | WTA Elite Trophy, Csuhaj       | Kemény  | Cseng Csin-ven      | 7–6(11), 7–6(4)     | részletek           |
| 4.  | 2024. szeptember 22 | Korea Open, Szöul              | Kemény  | Darja Kaszatkina    | 1–6, 6–4, 6–1       |                     |

#### Elveszített döntői (3)
| No. | Dátum                | Torna                         | Borítás | Ellenfél a döntőben | Eredmény a döntőben | Eredmény a döntőben |
| 1.  | 2017. szeptember 24. | Korea Open, Szöul             | Kemény  | Jeļena Ostapenko    | 7–6(5), 1–6, 4–6    |                     |
| 2.  | 2022. augusztus 14.  | Canadian Open, Toronto        | Kemény  | Simona Halep        | 3–6, 6–2, 3–6       |                     |
| 3.  | 2022. augusztus 25.  | Tennis in the Land, Cleveland | Kemény  | McCartney Kessler   | 6–1, 1–6, 5–7       |                     |

### Páros

#### Győzelmek (8)
| Összesítés            |                              |
| Grand Slam-torna (0)  |                              |
| Premier Mandatory (0) | WTA 1000 (kötelező)* (1)     |
| Premier Five (0)      | WTA 1000 (nem kötelező)* (0) |
| Premier (0)           | WTA 500* (2)                 |
| International (2)     | WTA 250* (2)                 |
| WTA Finals (0)        |                              |
| WTA Elite Trophy (1)  |                              |

*2021-től megváltozott a tornák kategóriáinak elnevezése.
| No. | Dátum             | Torna                                           | Borítás | Partner                  | Ellenfél a döntőben                 | Eredmény         |
| --- | ----------------- | ----------------------------------------------- | ------- | ------------------------ | ----------------------------------- | ---------------- |
| 1.  | 2015. április 19. | Copa Colsanitas, Bogotá, Kolumbia               | Salak   | Paula Cristina Gonçalves | Irina Falconi Shelby Rogers         | 6–3, 3–6, [10–6] |
| 2.  | 2017. április 16. | Claro Open Colsanitas, Bogotá, Kolumbia         | Salak   | Nadia Podoroska          | Verőnica Cepede Royg Magda Linette  | 6–3, 7–6(4)      |
| 3.  | 2022. január 16.  | Sydney International, Sydney, Ausztrália        | Kemény  | Anna Danilina            | Vivian Heisen Udvardy Panna         | 4–6, 7–5, [10–8] |
| 4.  | 2022. június 12.  | Nottingham Open, Nottingham, Egyesült Királyság | Fű      | Csang Suaj               | Caroline Dolehide Monica Niculescu  | 7–6(2), 6–3      |
| 5.  | 2023. május 7.    | Madrid Open, Madrid, Spanyolország              | Salak   | Viktorija Azaranka       | Cori Gauff Jessica Pegula           | 6–1, 6–4         |
| 6.  | 2023. október 29. | WTA Elite Trophy, Csuhaj, Kína                  | Kemény  | Veronyika Kugyermetova   | Kato Miju Aldila Sutjiadi           | 6–3, 6–3         |
| 7.  | 2024. január 14.  | Adelaide International, Adelaide, Ausztrália    | Kemény  | Taylor Townsend          | Caroline Garcia Kristina Mladenovic | 7–5, 6–3         |
| 8.  | 2025. június 22.  | Nottingham Open, Nottingham, Egyesült Királyság | Fű      | Laura Siegemund          | Anna Danilina Sibahara Ena          | 6–3, 6–2         |

#### Elveszített döntői (4)
| No. | Dátum             | Torna                                                      | Borítás | Partner         | Ellenfél a döntőben                   | Eredmény               |
| --- | ----------------- | ---------------------------------------------------------- | ------- | --------------- | ------------------------------------- | ---------------------- |
| 1.  | 2022. január 30.  | Australian Open, Melbourne, Ausztrália                     | Kemény  | Anna Danilina   | Barbora Krejčíková Kateřina Siniaková | 7–6(3), 4–6, 4–6       |
| 2.  | 2022. október 23. | Guadalajara Open Akron, Guadalajara, Mexikó                | Kemény  | Anna Danilina   | Storm Sanders Luisa Stefani           | 6–7(4), 7–6(2), [8–10] |
| 3.  | 2023. március 19. | Indian Wells Open, Indian Wells, Amerikai Egyesült Államok | Kemény  | Laura Siegemund | Barbora Krejčíková Kateřina Siniaková | 1–6, 7–6(3), [7–10]    |
| 4.  | 2025. január 11.  | Adelaide International, Adelaide, Ausztrália               | Kemény  | Laura Siegemund | Kuo Han-jü Alekszandra Panova         | 5–7, 4–6               |

## WTA 125K döntői: 3 (2–1)

### Egyéni: 2 (1–1)
| Eredmény | No. | Dátum           | Torna                               | Borítás | Ellenfél a döntőben | Eredmény    |
| -------- | --- | --------------- | ----------------------------------- | ------- | ------------------- | ----------- |
| Győztes  | 1.  | 2022. május 8.  | L'Open 35 de Saint-Malo, Saint-Malo | Salak   | Anna Blinkova       | 7–6(3), 6–1 |
| Döntős   | 1.  | 2022. május 15. | Trophee Lagardère, Párizs           | Salak   | Claire Liu          | 3–6, 4–6    |

### Páros: 1 (1–0)
| Eredmény | No. | Dátum           | Torna                     | Borítás | Partner             | Ellenfelek a döntőben         | Eredmény         |
| -------- | --- | --------------- | ------------------------- | ------- | ------------------- | ----------------------------- | ---------------- |
| Győztes  | 1.  | 2022. május 15. | Trophee Lagardère, Párizs | Salak   | Kristina Mladenovic | Okszana Kalasnikova Kato Miju | 5–7, 6–4, [10–4] |

## ITF döntői

### Egyéni: 25 (17–8)
| Díjazás              |
| -------------------- |
| $100,000 torna       |
| $80,000 torna        |
| $60,000 torna        |
| $25,000 torna        |
| $10,000/15,000 torna |

| Eredmény | Gy–V | Dátum            | Torna                                 | Borítás | Ellenfél               | Eredmény          |
| -------- | ---- | ---------------- | ------------------------------------- | ------- | ---------------------- | ----------------- |
| Döntős   | 0–1  | 2011. augusztus  | ITF São Paulo, Brazília               | Salak   | Maria Fernanda Alves   | 6–4, 5–7, 3–6     |
| Győztes  | 1–1  | 2011. október    | ITF Goiânia, Brazília                 | Salak   | Bárbara Luz            | 6–2, 6–0          |
| Győztes  | 2–1  | 2012. április    | ITF Ribeirão Preto, Brazília          | Kemény  | Natasha Fourouclas     | 6–0, 6–1          |
| Győztes  | 3–1  | 2013. március    | ITF Ribeirão Preto, Brazília          | Salak   | Andrea Benítez         | 7–6(2), 6–2       |
| Győztes  | 4–1  | 2013. április    | ITF Antalya, Törökország              | Kemény  | Tereza Martincová      | 6–4, 6–3          |
| Döntős   | 4–2  | 2013. május      | ITF Caserta, Olaszország              | Salak   | Renata Voráčová        | 4–6, 1–6          |
| Döntős   | 4–3  | 2013. június     | ITF Lenzerheide, Svájc                | Salak   | Laura Siegemund        | 2–6, 3–6          |
| Döntős   | 4–4  | 2014. június     | ITF Breda, Hollandia                  | Salak   | Bernarda Pera          | 1–6, 6–7(8)       |
| Döntős   | 4–5  | 2014. december   | ITF Mérida, Mexikó                    | Kemény  | Patricia Maria Țig     | 6–3, 3–6, 1–6     |
| Döntős   | 4–6  | 2016. október    | ITF Pula, Olaszország                 | Salak   | Martina Trevisan       | 3–6, 4–6          |
| Győztes  | 5–6  | 2016. október    | ITF Scottsdale, Egyesült Államok      | Kemény  | Kristie Ahn            | 7–6(4), 7–6(2)    |
| Győztes  | 6–6  | 2016. november   | Waco Showdown, Egyesült Államok       | Kemény  | Grace Min              | 6–2, 3–6, 6–1     |
| Győztes  | 7–6  | 2017. február    | ITF Clare, Ausztrália                 | Kemény  | Markéta Vondroušová    | 6–2, 6–2          |
| Győztes  | 8–6  | 2017. május      | Open de Cagnes-sur-Mer, Franciaország | Salak   | Jil Teichmann          | 6–3, 6–3          |
| Döntős   | 8–7  | 2018. november   | Tyler Pro Challenge, Egyesült Államok | Kemény  | Whitney Osuigwe        | 3–6, 4–6          |
| Győztes  | 9–7  | 2020. szeptember | ITF Montemor-o-Novo, Portugália       | Kemény  | Jodie Anna Burrage     | 6–1, 6–4          |
| Döntős   | 9–8  | 2020. szeptember | ITF Figueira da Foz, Portugália       | Kemény  | Georgina García Pérez  | 7–6(10), 5–7, 4–6 |
| Győztes  | 10–8 | 2020. szeptember | ITF Santarém, Portugália              | Kemény  | Martyna Kubka          | 6–0, 6–0          |
| Győztes  | 11–8 | 2020. szeptember | ITF Porto, Portugália                 | Kemény  | Ingrid Gamarra Martins | 6–3, 6–2          |
| Győztes  | 12–8 | 2020. október    | ITF Funchal, Portugália               | Kemény  | Francisca Jorge        | 6–3, 6–3          |
| Győztes  | 13–8 | 2021. április    | ITF Villa Maria, Argentína            | Salak   | Franciaországsca Jones | 5–7, 6–4, 6–2     |
| Győztes  | 14–8 | 2021. április    | ITF Cordoba, Argentína                | Salak   | Udvardy Panna          | 6–2, 6–2          |
| Győztes  | 15–8 | 2021. június     | ITF Montemor, Portugália              | Kemény  | Mariam Bolkvadze       | 6–4, 6–4          |
| Győztes  | 16–8 | 2021. szeptember | ITF Collonge-Bellerive, Svájc         | Salak   | İpek Öz                | 5–7, 6–1, 6–4     |
| Győztes  | 17–8 | 2021. szeptember | Montreux Ladies Open, Svájc           | Salak   | Franciaországsca Jones | 6–4, 6–3          |

### Páros: 15 (9–6)
| Díjazás              |
| -------------------- |
| $100,000 torna       |
| $80,000 torna        |
| $60,000 torna        |
| $25,000 torna        |
| $10,000/15,000 torna |

| Eredmény | Gy–V | Dátum            | Torna                                 | Borítás | Partner                  | Ellenfelekl                            | Eredmény            |
| -------- | ---- | ---------------- | ------------------------------------- | ------- | ------------------------ | -------------------------------------- | ------------------- |
| Győztes  | 1–0  | 2010. szeptember | ITF Mogi das Cruzes, Brazília         | Salak   | Flávia Guimarães Bueno   | Maria Fernanda Alves Natasha Lotuffo   | 6–1, 6–3            |
| Győztes  | 2–0  | 2011. augusztus  | ITF São Paulo, Brazília               | Salak   | Carla Forte              | Isabella Robbiani Kyra Shroff          | 6–7(5), 6–3, [10–7] |
| Győztes  | 3–0  | 2011. október    | ITF Goiânia, Brazília                 | Salak   | Paula Cristina Gonçalves | Flávia Dechandt Araújo Karina Venditti | 6–4, 5–7, [12–10]   |
| Döntős   | 3–1  | 2013. április    | ITF Antalya, Törökország              | Kemény  | Bárbara Luz              | Irina Bara Diana Buzean                | 5–7, 1–6            |
| Döntős   | 3–2  | 2014. június     | ITF Amstelveen, Hollandia             | Salak   | Tatiana Búa              | Bernarda Pera Viktorija Tomova         | 0–6, 1–2 feladta    |
| Győztes  | 4–2  | 2014. június     | ITF Alkmaar, Hollandia                | Salak   | Bernarda Pera            | Charlotte van der Meij Mandy Wagemaker | 6–1, 1–6, [10–5]    |
| Döntős   | 4–3  | 2015. január     | ITF Sunrise, Egyesült Államok         | Salak   | Paula Cristina Gonçalves | Anna Kalinszkaja Katerina Stewart      | 6–7(6), 7–5, [6–10] |
| Döntős   | 4–4  | 2015. május      | Open Saint-Gaudens, Franciaország     | Salak   | Nicole Melichar          | Mariana Duque Julia Glushko            | 6–1, 6–7(5), [4–10] |
| Győztes  | 5–4  | 2015. május      | ITF Grado, Olaszország                | Salak   | Viktorija Golubic        | Sharon Fichman Katarzyna Piter         | 6–3, 6–2            |
| Győztes  | 6–4  | 2016. január     | ITF Guarujá, Brazília                 | Kemény  | Paula Cristina Gonçalves | Laura Pigossi Jil Teichmann            | 6–7(3), 7–5, [10–7] |
| Győztes  | 7–4  | 2017. február    | ITF Clare, Ausztrália                 | Kemény  | Genevieve Lorbergs       | Alison Bai Erika Sema                  | 6–4, 6–3            |
| Döntős   | 7–5  | 2019. május      | Open de Cagnes-sur-Mer, Franciaország | Salak   | Luisa Stefani            | Xenia Knoll Anna Blinkova              | 6–4, 2–6, [12–14]   |
| Győztes  | 8–5  | 2019. június     | Ilkley Trophy, Egyesült Királyság     | Grass   | Luisa Stefani            | Ellen Perez Arina Rodionova            | 6–4, 6–7(5), [10–4] |
| Győztes  | 9–5  | 2020. szeptember | ITF Figueira da Foz, Portugália       | Kemény  | Ingrid Gamarra Martins   | Jacqueline Cabaj Awad Inês Murta       | 7–5, 6–1            |
| Döntős   | 9–6  | 2020. október    | ITF Funchal, Portugália               | Kemény  | Ingrid Gamarra Martins   | Arianne Hartono Eva Vedder             | 6–4, 1–6, [7–10]    |

## Eredményei Grand Slam-tornákon

### Egyéniben
| Grand Slam | Australian Open | Australian Open    | Roland Garros | Roland Garros          | Wimbledon     | Wimbledon        | US Open       | US Open          |
| Év         | Eredmény        | Utolsó ellenfél    | Eredmény      | Utolsó ellenfél        | Eredmény      | Utolsó ellenfél  | Eredmény      | Utolsó ellenfél  |
| 2015       | –               | –                  | Selejtező(Q3) | Selejtező(Q3)          | Selejtező(Q1) | Selejtező(Q1)    | –             | –                |
| 2016       | –               | –                  | Selejtező(Q2) | Selejtező(Q2)          | –             | –                | Selejtező(Q1) | Selejtező(Q1)    |
| 2017       | –               | –                  | 1. kör        | Jelena Vesznyina       | 2. kör        | Simona Halep     | 1. kör        | Donna Vekić      |
| 2018       | 2. kör          | Karolína Plíšková  | –             | –                      | –             | –                | Selejtező(Q2) | Selejtező(Q2)    |
| 2019       | 2. kör          | Angelique Kerber   | Selejtező(Q1) | Selejtező(Q1)          | 2. kör        | Harriet Dart     | –             | –                |
| 2020       | –               | –                  | –             | –                      | elmaradt      | elmaradt         | –             | –                |
| 2021       | –               | –                  | –             | –                      | Selejtező(Q3) | Selejtező(Q3)    | Selejtező(Q2) | Selejtező(Q2)    |
| 2022       | 2. kör          | Simona Halep       | 2. kör        | Kaia Kanepi            | 1. kör        | Kaja Juvan       | 2. kör        | Bianca Andreescu |
| 2023       | 1. kör          | N P Díaz           | Elődöntő      | Iga Świątek            | 4. kör        | Jelena Ribakina  | 2. kör        | Taylor Townsend  |
| 2024       | 3. kör          | Marija Tyimofejeva | 1. kör        | Elisabetta Cocciaretto | 3. kör        | Danielle Collins | Negyeddöntő   | Karolína Muchová |
| 2025       | 3. kör          | V Kugyermetova     | 1. kör        | Hailey Baptiste        | 2. kör        | Gálfi Dalma      |               |                  |

### Páros
| Grand Slam | Australian Open        | Australian Open                       | Roland Garros             | Roland Garros                | Wimbledon                 | Wimbledon                         | US Open                        | US Open                              |
| Év         | Eredmény Partner       | Utolsó ellenfél                       | Eredmény Partner          | Utolsó ellenfél              | Eredmény Partner          | Utolsó ellenfél                   | Eredmény Partner               | Utolsó ellenfél                      |
| 2017       | –                      | –                                     | –                         | –                            | 3. kör Ana Konjuh         | Csan Hao-csing Monica Niculescu   | 1. kör Ana Konjuh              | Kristina Mladenovic A Pavljucsenkova |
| 2018       | 3. kör Sorana Cîrstea  | Lucie Šafářová Barbora Strýcová       | –                         | –                            | –                         | –                                 | –                              | –                                    |
| 2019       | –                      | –                                     | –                         | –                            | –                         | –                                 | –                              | –                                    |
| 2020       | –                      | –                                     | –                         | –                            | –                         | –                                 | –                              | –                                    |
| 2021       | –                      | –                                     | –                         | –                            | –                         | –                                 | –                              | –                                    |
| 2022       | Döntő Anna Danilina    | Barbora Krejčíková Kateřina Siniaková | 2. kör Anna Danilina      | Latisha Chan Samantha Stosur | 3. kör Magdalena Fręch    | Nicole Melichar Ellen Perez       | 3. kör Anna Danilina           | Nicole Melichar Ellen Perez          |
| 2023       | 2. kör Csang Suaj      | M Kolodziejová Markéta Vondroušová    | 2. kör Viktorija Azaranka | Cori Gauff Jessica Pegula    | 2. kör Viktorija Azaranka | Laura Siegemund Vera Zvonarjova   | Negyeddöntő Viktorija Azaranka | Laura Siegemund Vera Zvonarjova      |
| 2024       | 3. kör Taylor Townsend | Cristina Bucșa Alekszandra Panova     | –                         | –                            | 1. kör Ingrid Martins     | Irina Hromacsova Kamilla Rahimova | 3. kör Laura Siegemund         | Ljudmila Kicsenok Jeļena Ostapenko   |
| 2025       | 3. kör Laura Siegemund | Gabriela Dabrowski Erin Routliffe     | 3. kör Laura Siegemund    | Sara Errani Jasmine Paolini  | 3. kör Laura Siegemund    | V Kugyermetova Elise Mertens      |                                |                                      |

## Év végi világranglista-helyezései
| Év     | 2011 | 2012 | 2013 | 2014 | 2015 | 2016 | 2017 | 2018 | 2019 | 2020 | 2021 | 2022 | 2023 | 2024 |
| Egyéni | 746  | 582. | 288. | 335. | 198. | 211. | 65.  | 184. | 120. | 358. | 82.  | 15.  | 11.  | 17.  |
| Páros  | 714. | 819. | 361. | 349. | 121. | 477. | 106. | 244. | 271. | 588. | 481. | 13.  | 24.  | 56.  |